# Sony Pictures Animation
Sony Pictures Animation Inc. is een Amerikaanse animatiestudio die eigendom is van Sony Pictures Entertainment, opgericht op 9 mei 2002.
Hun films worden door Sony Pictures wereldwijd aangeboden. Ze worden gedistribueerd door Sony Pictures Releasing onder hun label Columbia Pictures, terwijl de direct-naar-video-releases worden uitgebracht door Sony Pictures Home Entertainment.
De eerste film die ze produceerden was Open Season en die werd uitgebracht in 2006. Hun laatst geproduceerde film is Spider Man: Across The Spiderverse in 2023.

## Geschiedenis
In 2001 kwam de twijfel bij Sony Pictures zijn visuele effectenfaciliteit Sony Pictures Imageworks te verkopen, maar uiteindelijk zijn ze niet geslaagd een geschikte koper te vinden. Nadien was Sony Pictures onder de indruk van de CGI-reeksen van Stuart Little 2 en het zien van de kassucces van DreamWorks Animation's Shrek en Disney/Pixar's Monsters, Inc.  SPI werd als gevolg omgevormd tot een animatiestudio.
Op 9 mei 2002 werd Sony Pictures Animation opgericht om personages, verhalen en films te ontwikkelen waarbij SPI de digitale productie overnam. Ondertussen produceerde SPI twee korte films, de Academy Award-winnende The ChubbChubbs! en Early Bloomer, als resultaat van het testen van de sterke en zwakke punten bij het produceren van all-CGI-animatie.
In mei 2003 deelde Sony Pictures Animation een volledige reeks geanimeerde projecten mee: Open Season, een bewerking van een Keltische folkballad Tam Lin, Cloudy with a Chance of Meatballs, Surf's Up en een feature- lange filmversie van The ChubbChubbs!
In november 2014 werkte de studio samen met Cartoon Hangover van Frederator Studios op GO! Cartoon. Dit is een incubatorserie bestaande uit twaalf korte films, waarvan minimaal één korte film tot serie wordt ontwikkeld. Deze korte films werden namelijk gefinancierd door SPA, om nieuw talent aan te trekken voor de studio.
Later kondigde Sony Pictures Animation in 2019 aan dat ze een "internationale" divisie hadden gelanceerd onder leiding van Aron Warner op het Annecy International Animated Film Festival van 2019, met Wish Dragon als de eerste film van de divisie.
Die dag zelf kondigden ze ook aan dat ze ook een "alternatieve" divisie die gericht was op het produceren van geanimeerde inhoud voor volwassenen, onder leiding van Katie Baron en Kevin Noel.
Volgens Kristine Belson, president van SPA, produceert de studio films in een verhouding van ontwikkeling tot productie van 1:1. Dat behoudt dat de studio films evenveel in ontwikkeling brengt als films in productie plaatst.